# 17269 Dicksmith
17269 Dicksmith este un asteroid din centura principală de asteroizi.

## Descriere
17269 Dicksmith este un asteroid din centura principală de asteroizi. A fost descoperit pe 3 iunie 2000 la Reedy Creek de John Broughton. Asteroidul prezintă o orbită caracterizată de o semiaxă mare de 2,73 ua, o excentricitate de 0,12 și o înclinație de 4,2° în raport cu ecliptica.